# Unwritten (album)
Unwritten – debiutancki album wydany przez brytyjską wokalistkę pop, Natashę Bedingfield. Płyta została wydana 6 września 2004 w Wielkiej Brytanii, gdzie zadebiutował na pozycji #1 listy najlepiej i 2 sierpnia 2005 w Stanach Zjednoczonych, gdzie zadebiutował na miejscu #26. Płyta promowana była przez single: "Single", "These Words", "Unwritten", "I Bruise Easily" i "The One That Got Away" (który wydany został tylko w Ameryce Północnej). Na brytyjskiej wersji albumu można również usłyszeć Bizarre – rapera, członka zespołu D12 – natomiast na amerykańskiej trackliście - raperkę Estelle Swaray.

## Lista utworów

### Wersja brytyjska
| #   | Tytuł                                       | Autorzy                                    |      |
| --- | ------------------------------------------- | ------------------------------------------ | ---- |
| 1.  | "These Words"                               | Bedingfield, Frampton, Kipner, Wilkins     | 3:36 |
| 2.  | "Single"                                    | Bedingfield, Frampton, Kipner, Wilkins     | 3:54 |
| 3.  | "I’m a Bomb"                                | Bedingfield, Frampton, Kipner, Wilkins     | 3:42 |
| 4.  | "Unwritten"                                 | Bedingfield, Brisebois, Rodriguez          | 4:18 |
| 5.  | "I Bruise Easily"                           | Bedingfield, Frampton, Herman, Wilkins     | 4:14 |
| 6.  | "If You’re Gonna..."                        | Bedingfield, Frampton, Kipner, Wilkins     | 3:21 |
| 7.  | "Silent Movie"                              | Bedingfield, Chambers                      | 3:45 |
| 8.  | "We're All Mad"                             | Bedingfield, Brisebois, Lashley            | 4:45 |
| 9.  | "Frogs & Princes"                           | Bedingfield, Frampton, Kipner, Wilkins     | 3:44 |
| 10. | "Drop Me in the Middle" (featuring Bizarre) | Bedingfield, Brisebois, Rodriguez, Johnson | 4:15 |
| 11. | "Wild Horses"                               | Bedingfield, Frampton, Wilkins             | 3:58 |
| 12. | "Size Matters"                              | Bedingfield, Frampton, Kipner, Wilkins     | 3:23 |
| 13. | "Peace of Me"                               | Bedingfield, Dioguardi, Leonard            | 3:42 |
| 14. | "Sojourn" UTWÓR UKRYTY                      | Bedingfield, O’Mahony, Keynes, Harwood     | 3:19 |

### Wersja międzynarodowa
| #   | Tytuł                                       | Autorzy                                    |      |
| --- | ------------------------------------------- | ------------------------------------------ | ---- |
| 1.  | "These Words"                               | Bedingfield, Frampton, Kipner, Wilkins     | 3:36 |
| 2.  | "Single"                                    | Bedingfield, Frampton, Kipner, Wilkins     | 3:54 |
| 3.  | "I’m a Bomb"                                | Bedingfield, Frampton, Kipner, Wilkins     | 3:42 |
| 4.  | "Unwritten"                                 | Bedingfield, Brisebois, Rodriguez          | 4:18 |
| 5.  | "I Bruise Easily"                           | Bedingfield, Frampton, Herman, Wilkins     | 4:14 |
| 6.  | "If You’re Gonna..."                        | Bedingfield, Frampton, Kipner, Wilkins     | 3:21 |
| 7.  | "Silent Movie"                              | Bedingfield, Chambers                      | 3:45 |
| 8.  | "We're All Mad"                             | Bedingfield, Brisebois, Lashley            | 4:45 |
| 9.  | "Frogs & Princes"                           | Bedingfield, Frampton, Kipner, Wilkins     | 3:44 |
| 10. | "Drop Me in the Middle" (featuring Bizarre) | Bedingfield, Brisebois, Rodriguez, Johnson | 4:15 |
| 11. | "Wild Horses"                               | Bedingfield, Frampton, Wilkins             | 3:58 |
| 12. | "Sojourn" UTWÓR UKRYTY                      | Bedingfield, O’Mahony, Keynes, Harwood     | 3:19 |

### Wersja amerykańska
| #   | Tytuł                                       | Autorzy                                        |      |
| --- | ------------------------------------------- | ---------------------------------------------- | ---- |
| 1.  | "These Words"                               | Bedingfield, Frampton, Kipner, Wilkins         | 3:36 |
| 2.  | "Single"                                    | Bedingfield, Frampton, Kipner, Wilkins         | 3:55 |
| 3.  | "Unwritten"                                 | Bedingfield, Frampton, Kipner, Wilkins         | 4:15 |
| 4.  | "Silent Movie"                              | Bedingfield, Brisebois, Rodriguez              | 3:47 |
| 5.  | "Stumble"                                   | Peiken, Wells                                  | 3:36 |
| 6.  | "Peace of Me"                               | Bedingfield, Dioguardi, Leonard                | 3:42 |
| 7.  | "If You’re Gonna ..."                       | Bedingfield, Frampton, Kipner, Wilkins         | 3:20 |
| 8.  | "Drop Me in the Middle" (featuring Estelle) | Bedingfield, Brisebois, Rodriguez, Swaray      | 3:43 |
| 9.  | "We're All Mad"                             | Bedingfield, Brisebois, Lashley                | 4:44 |
| 10. | "I Bruise Easily"                           | Bedingfield, Frampton, Herman, Wilkins         | 4:13 |
| 11. | "The One That Got Away"                     | Bedingfield, Frampton, Kipner, Tafaro, Winkler | 4:05 |
| 12. | "Size Matters"                              | Bedingfield, Frampton, Kipner, Wilkins         | 3:25 |
| 13. | "Wild Horses"                               | Bedingfield, Frampton, Wilkins                 | 3:58 |
| 14. | "Sojourn" UTWÓR UKRYTY                      | Bedingfield, O’Mahony, Keynes, Harwood         | 3:19 |

### Reedycja amerykańska
| #   | Tytuł                                          | Autorzy                                        |      |
| --- | ---------------------------------------------- | ---------------------------------------------- | ---- |
| 1.  | "These Words"                                  | Bedingfield, Frampton, Kipner, Wilkins         | 3:36 |
| 2.  | "Single" ('06 Mix)                             | Bedingfield, Frampton, Kipner, Wilkins         | 3:55 |
| 3.  | "Unwritten"                                    | Bedingfield, Frampton, Kipner, Wilkins         | 4:15 |
| 4.  | "Silent Movie"                                 | Bedingfield, Brisebois, Rodriguez              | 3:47 |
| 5.  | "I Bruise Easily"                              | Bedingfield, Frampton, Herman, Wilkins         | 4:13 |
| 6.  | "If You’re Gonna ..."                          | Bedingfield, Frampton, Kipner, Wilkins         | 3:20 |
| 7.  | "Drop Me in the Middle" (featuring Estelle)    | Bedingfield, Brisebois, Rodriguez, Swaray      | 3:43 |
| 8.  | "Peace of Me"                                  | Bedingfield, Dioguardi, Leonard                | 3:42 |
| 9.  | "We're All Mad"                                | Bedingfield, Brisebois, Lashley                | 4:44 |
| 10. | "Stumble"                                      | Peiken, Wells                                  | 3:36 |
| 11. | "The One That Got Away" (Wamdue Pop Rocks Mix) | Bedingfield, Frampton, Kipner, Tafaro, Winkler | 4:05 |
| 12. | "Size Matters"                                 | Bedingfield, Frampton, Kipner, Wilkins         | 3:25 |
| 13. | "Wild Horses"                                  | Bedingfield, Frampton, Wilkins                 | 3:58 |
| 14. | "Sojourn" UTWÓR UKRYTY                         | Bedingfield, O’Mahony, Keynes, Harwood         | 3:19 |

### Wersja japońska
| #   | Tytuł                                       | Autorzy                                        |      |
| --- | ------------------------------------------- | ---------------------------------------------- | ---- |
| 1.  | "These Words"                               | Bedingfield, Frampton, Kipner, Wilkins         | 3:36 |
| 2.  | "Single"                                    | Bedingfield, Frampton, Kipner, Wilkins         | 3:55 |
| 3.  | "Unwritten"                                 | Bedingfield, Frampton, Kipner, Wilkins         | 4:15 |
| 4.  | "Silent Movie"                              | Bedingfield, Brisebois, Rodriguez              | 3:47 |
| 5.  | "Stumble"                                   | Peiken, Wells                                  | 3:36 |
| 6.  | "Peace of Me"                               | Bedingfield, Dioguardi, Leonard                | 3:42 |
| 7.  | "If You’re Gonna ..."                       | Bedingfield, Frampton, Kipner, Wilkins         | 3:20 |
| 8.  | "Drop Me in the Middle" (featuring Estelle) | Bedingfield, Brisebois, Rodriguez, Swaray      | 3:43 |
| 9.  | "We're All Mad"                             | Bedingfield, Brisebois, Lashley                | 4:44 |
| 10. | "I Bruise Easily"                           | Bedingfield, Frampton, Herman, Wilkins         | 4:13 |
| 11. | "The One That Got Away"                     | Bedingfield, Frampton, Kipner, Tafaro, Winkler | 4:05 |
| 12. | "Size Matters"                              | Bedingfield, Frampton, Kipner, Wilkins         | 3:25 |
| 13. | "Wild Horses"                               | Bedingfield, Frampton, Wilkins                 | 3:58 |
| 14. | "Sojourn" UTWÓR UKRYTY                      | Bedingfield, O’Mahony, Keynes, Harwood         | 3:19 |

Japońska edycja albumu zawiera teksty piosenek w języku japońskim oraz specjalne opakowanie.

## Single

### Europa
| Informacje                                                                      |
| ------------------------------------------------------------------------------- |
| Single - Wydany: 3 maja 2004 - Pozycje na listach: #3 UK                        |
| These Words - Wydany: 16 sierpnia 2004 - Pozycje na listach: #1 UK, IRL; #2 DEU |
| Unwritten - Wydany: 29 listopada 2004 - Pozycje na listach: #5 SPA; #6 UK       |
| I Bruise Easily - Wydany: 4 kwietnia 2005 - Pozycje na listach: #12 UK          |

### Ameryka Północna
| Informacje                                                                            |
| ------------------------------------------------------------------------------------- |
| These Words - Wydany: maj 2005 - Pozycje na listach: #17 USA                          |
| Unwritten - Wydany: sierpień 2005 - Pozycje na listach: #5 USA                        |
| Single - Wydany: kwiecień 2006 - Pozycje na listach: #57 USA                          |
| The One That Got Away - Wydany: maj 2006 - Pozycje na listach: #1 USA D/CP; #4 USA DA |

## Listy sprzedaży i certyfikaty
| Rok  | Lista sprzedaży         | Najwyższa pozycja | Certyfikat |
| ---- | ----------------------- | ----------------- | ---------- |
| 2004 | Australia Albums Chart  | 89                |            |
| 2004 | Austria Albums Chart    | 31                |            |
| 2004 | Meksyk Albums Chart     | 33                |            |
| 2004 | Niemcy Albums Chart     | 20                |            |
| 2004 | Szwajcaria Albums Chart | 23                |            |
| 2004 | UK Albums Chart         | 1                 | 3x Platyna |
| 2005 | USA Billboard 200       | 10                | Złoto      |